# Noroy-sur-Ourcq
Noroy-sur-Ourcq è un comune francese di 161 abitanti situato nel dipartimento dell'Aisne della regione dell'Alta Francia.

## Società

### Evoluzione demografica
Abitanti censiti